# 公安六条
公安六条即1967年1月13日中共中央、国务院颁布的《关于无产阶级文化大革命中加强公安工作的若干规定》。因其内容分为六条，所以简称“公安六条”，是为保证文化大革命全面夺权的顺利实现而制定的。公安六条指出，公安机关要适应“无产阶级专政条件下的大民主运动”形势发展的需要，采取恰当的方式，加强对敌人的专政，保障人民的民主权利，保障大鸣、大放、大字报、大辩论、大串联的正常进行，保障无产阶级的革命秩序。这个规定是造成文化大革命大量冤假错案的重要原因之一。1979年2月17日，中共中央撤销了这个文件。

## 内容
（一）对于确有证据的杀人、放火、放毒、抢劫、制造交通事故进行暗害、冲击监狱和管制犯人机关、里通外国、盗窃国家机密、进行破坏活动等现行反革命分子，应当依法惩办。 
（二）凡是投寄反革命匿名信，秘密或公开张贴、散发反革命传单，写反动标语，喊反动口号，以攻击污蔑伟大领袖毛主席和他的亲密战友林彪同志的，都是现行反革命行为，应当依法惩办。 
（三）保护革命群众和革命群众组织，保护左派，严禁武斗。凡袭击革命群众组织，殴打和拘留革命群众的，都是违法行为。一般的，由党政领导和革命群众组织进行批判教育。对那些打死人民群众的首犯，情节严重的打手，以及幕后操纵者，要依法惩办。 
（四）地、富、反、坏、右分子，劳动教养人员和刑满留场（厂）就业人员，反动党团骨干分子，反动道会门的中小道首和职业办道人员，敌伪的军（连长以上）、政（保长以上）、警（警长以上）、宪（宪兵）、特（特务）分子，刑满释放、解除劳动教养但改造得不好的分子，投机倒把分子，和被杀、被关、被管制、外逃的反革命分子的坚持反动立场的家属，一律不准外出串连，不许改换姓名，伪造历史，混入革命群众组织，不准背后操纵煽动，更不准他们自己建立组织。这些分子，如有破坏行为，要依法严办。 
（五）凡是利用大民主，或者用其他手段，散布反动言论，一般的，由革命群众同他们进行斗争。严重的，公安部门要和革命群众相结合，及时进行调查，必要时，酌情处理。 
（六）党、政、军机关和公安机关人员，如果歪曲以上规定，捏造事实，对革命群众进行镇压，要依法查办。 
以上规定，要向广大群众宣传，号召革命群众协助和监督公安机关执行职务，维护革命秩序，保证公安机关人员能正常执行职务。 
这个规定可在城乡广泛张贴。

## 解读
它的第一、第三至六条规定，依法惩办“杀人、放火、放毒、抢劫……盗窃国家机密、进行破坏活动的现行反革命分子”；“保障大鸣、大放、大字报、大辩论、大串联的正常进行”；保护革命群众组织，保护左派……依法惩办“那些打死人民群众的首犯、情节严重的打手、以及幕后的操纵者”；地富反坏右“不准串连，不得混入革命群众组织，更不准自己建立组织”；不得利用大民主或其他手段散布反动言论；“党、政、军机关和公安机关人员，如果歪曲以上规定，捏造事实，对革命群众进行镇压，要依法查办”。
其中第二条特别规定：“凡是投寄反革命匿名信，秘密或公开张贴、散发反革命传单，写反革命标语，喊反革命口号，以攻击污蔑伟大领袖毛主席和他的亲密战友林副主席的，都是现行反革命行为，应当依法惩办。”在实际执行中，这一条又被扩展到适用于周恩来以及江青、陈伯达、康生等“无产阶级司令部”（中央文革小组）的人，甚至扩展到适用于各级当权者。不仅适用对象一扩再扩，适用情节也一扩再扩，成为类似《第二十二条军规》无所不包的，能够有效镇压抗拒现实、持异见者的东西。该条是为公安六条的核心。
第四条首次提出了一个21种人的名单，红卫兵早已开始大规模地把这类人被赶出城市，送农村监督改造，得到了来自政府“法律”的肯定。1969年10月根据“林副主席第一号命令”在极短的时间内又实施了遣返。仅据官方非常不完整的统计材料，当时至少有33,695户北京市民被抄家抢掠，有85,196人被驱赶出城。此风很快在全国各大都市蔓延，多达40万的城市居民被“遣返”到农村或边远地区。不少被遣返的人在遣返途中便被折磨致死，无法进行统计。
这一政策支持了此前红卫兵的任意扑杀行为。公安部部长谢富治在北京市公安局会议上说：“民警要站在红卫兵一边……供给他们情况，把五类份子的情况介绍给他们。”并说：“群众打死人，我不赞成，但群众对坏人恨之入骨，我们劝阻不住，就不要勉强。”才有后来湖南、广西惨剧的发生。

## 影响
这一法规性文件，没有通过规范的立法程序，仅仅用一个临时性规定就把“以言治罪”、思想犯罪制度化、法律化，成为打击异己势力的方便法门。“合法”扩大了法律打击对象的范围，并规定“革命群众协助和监督公安机关执行职务”，为执法权的流失、滥用（群众专政）提供了根据。是政治权力非程序更迭时维系脆弱的政治合法性的极端手段。文革中制造的大量冤假错案，依据的就是这一文件规定。其条例的有效性一直延伸到了它被取消的时候。

## 撤销
1979年2月17日，中共中央宣布撤销《公安六条》。